# Олексенко, Николай Михайлович
Николай Михайлович Олексенко — советский хозяйственный, государственный и политический деятель, Герой Социалистического Труда.

## Биография
Родился в 1929 году в селе Еленовка. Член КПСС.
С 1946 года — на хозяйственной, общественной и политической работе. В 1946—1991 гг. — электрослесарь на Днепропетровском металлургическом заводе, военнослужащий Советской Армии, мотоциклист в 141-м отдельном мотоциклетном батальоне Одесского военного округа, тракторист Ждановской МТС, тракторист, бригадир тракторной бригады, механик, председатель профсоюзного комитета колхоза «За мир» Магдалиновского района Днепропетровской области Украинской ССР.
Указом Президиума Верховного Совета СССР от 8 декабря 1973 года присвоено звание Героя Социалистического Труда с вручением ордена Ленина и золотой медали «Серп и Молот».
Умер в селе Еленовка Магдалиновского района в 1997 году.